# Der junge Karl Marx
Der junge Karl Marx ist ein Historienfilm von Regisseur Raoul Peck aus dem Jahr 2017, der die für Karl Marx prägende Lebenszeit zwischen 1843 und 1848 beleuchtet. Der Film mit August Diehl und Stefan Konarske als Karl Marx und Friedrich Engels in den Hauptrollen hatte am 12. Februar 2017 bei den Internationalen Filmfestspielen Berlin Premiere. Kinostart in Deutschland war am 2. März 2017.

## Handlung
Im Jahr 1843 wird der junge Karl Marx, damals noch Journalist der Rheinischen Zeitung in Köln, durch politischen Druck ins Exil getrieben und geht gemeinsam mit seiner Frau Jenny nach Paris. Dort vertieft sich die Bekanntschaft mit Pierre-Joseph Proudhon und Friedrich Engels. Engels hat kurz zuvor seine Studie über die elenden Lebensbedingungen der englischen Arbeiterklasse veröffentlicht. Seine Abwendung von der Bourgeoisie, der er selbst entstammt, wird zunächst getrennt geschildert, dabei wird auch seine erste Begegnung mit seiner späteren irischen Lebenspartnerin gezeigt. Nach anfänglichen Schwierigkeiten freunden Marx und Engels sich an und beginnen ihre gemeinsame Arbeit. Nach der Verbannung aus Paris flieht Marx nach Belgien und folgt Engels schließlich nach England. Trotz mancher Selbstzweifel und Anfechtungen gelingt es den beiden, das Vertrauen der Vertreter des Bundes der Gerechten zu gewinnen und für diesen ein Parteiprogramm zu schreiben: das Manifest der Kommunistischen Partei. Der Film zeigt das Zerwürfnis von Marx und Engels mit Wilhelm Weitling und die Auseinandersetzungen mit Pierre-Joseph Proudhon und Karl Grün, die auch von Konkurrenzdenken bestimmt waren. Bei der entscheidenden Versammlung erreichen sie die Umbenennung in Bund der Kommunisten und die Annahme des neuen Programms. Am Horizont erscheinen schließlich die Revolutionen von 1848/1849.

## Hintergrund

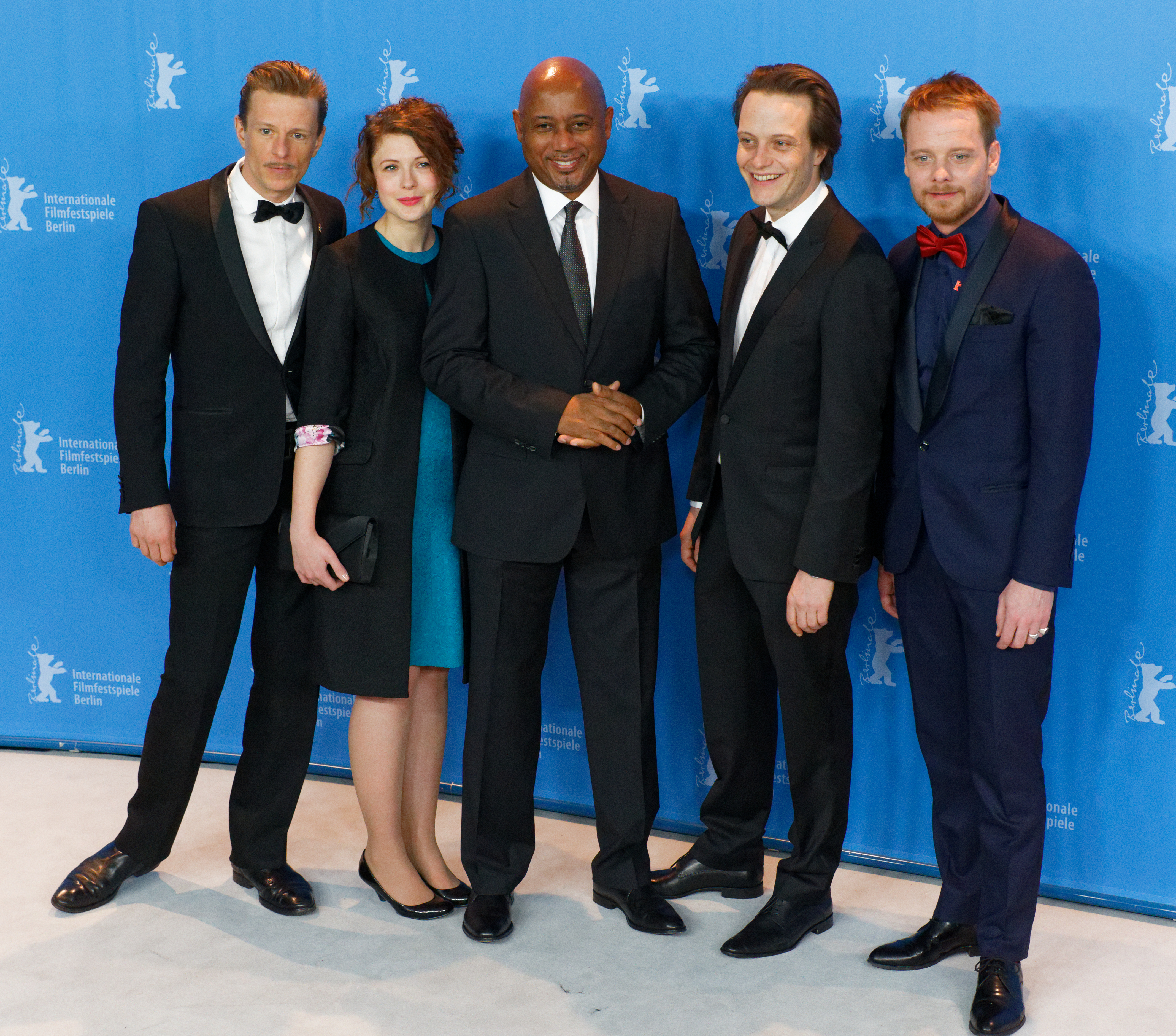
Raoul Peck mit dem Cast des Films bei der Berlinale 2017: v.l.n.r Alexander Scheer, Hannah Steele, Raoul Peck, August Diehl und Stefan Konarske

Regisseur Raoul Peck arbeitete parallel an Der junge Karl Marx und I Am Not Your Negro. Im Gespräch mit Fabian Tietke von der taz führt Peck aus, dass die beiden Filme für ihn eine Rückkehr zu seinen theoretischen Grundlagen seien.
Der junge Karl Marx feierte am 12. Februar 2017 in der Sektion Special auf der 67. Berlinale Weltpremiere.
Deutscher Kinostart war am 2. März 2017.
Im deutschen Fernsehen lief der Film erstmals am 6. Mai 2019 ab 00.05 Uhr im Ersten.

## Kritik
Die deutsche Filmkritik nahm den Film durchwachsen auf. Sascha Westphal kritisierte auf epd-film, Peck flüchte sich „in eine Art Update des sozialistischen Realismus“.
Spiegel Online bemerkte: „Das Radikale in seinem Leben waren seine Gedanken und Schriften, und um das filmisch zu erschließen, bräuchte es einen ganz anderen Erzählansatz als die unbeholfene Verdichtung in vermeintlichen Schlüsselszenen.“ In der Spiegel-Druckausgabe hieß es, der Film habe „den Charme eines bebilderten Wikipedia-Eintrags“.
Positive Worte fand Jenni Zylka in der taz: „(…) trotz der inszenatorischen Entscheidung, den Film formal konventionell-historisch zu halten, vielleicht um es sich mit keiner der möglichen Zielgruppen zu verscherzen, ist jede Menge Leidenschaft zu spüren: Der haitianische Regisseur Peck (…) möchte nicht nur mit dem Kopf, sondern auch mit dem Herzen verstehen.“
Die US-Filmzeitschrift Variety zeigte sich in ihrem Bericht von der Berlinale wenig begeistert und konstatierte, der Film sei so altbacken, dass er die Radikalität seines Subjektes zähme.
Bis zum 20. Juli 2017 sahen 176.604 Personen in Deutschland den Film im Kino.